# Лапер
Лапе́р (фр. Lapeyre, окс. La Pèira) — коммуна во Франции, находится в регионе Юг — Пиренеи. Департамент — Верхние Пиренеи. Входит в состав кантона Три-сюр-Баиз. Округ коммуны — Тарб.
Код INSEE коммуны — 65260.

## География
Коммуна расположена приблизительно в 640 км к югу от Парижа, в 95 км западнее Тулузы, в 24 км к северо-востоку от Тарба.

## Климат
Климат умеренно-океанический с солнечной тёплой погодой и обильными осадками на протяжении практически всего года.

## Население
Население коммуны на 2010 год составляло 81 человек.
| 1962 | 1968 | 1975 | 1982 | 1990 | 1999 | 2010 |
| ---- | ---- | ---- | ---- | ---- | ---- | ---- |
| 47   | 45   | 49   | 45   | 43   | 68   | 81   |

## Администрация
| Период | Период | Фамилия    | Партия | Примечания |
| ------ | ------ | ---------- | ------ | ---------- |
| 2001   | 2020   | Люсьен Бот |        |            |

## Экономика
В 2010 году среди 58 человек трудоспособного возраста (15-64 лет) 43 были экономически активными, 15 — неактивными (показатель активности — 74,1 %, в 1999 году было 76,9 %). Из 43 активных жителей работали 41 человек (21 мужчина и 20 женщин), безработных было 2 (0 мужчин и 2 женщины). Среди 15 неактивных 7 человек были учениками или студентами, 4 — пенсионерами, 4 были неактивными по другим причинам.

## Фотогалерея

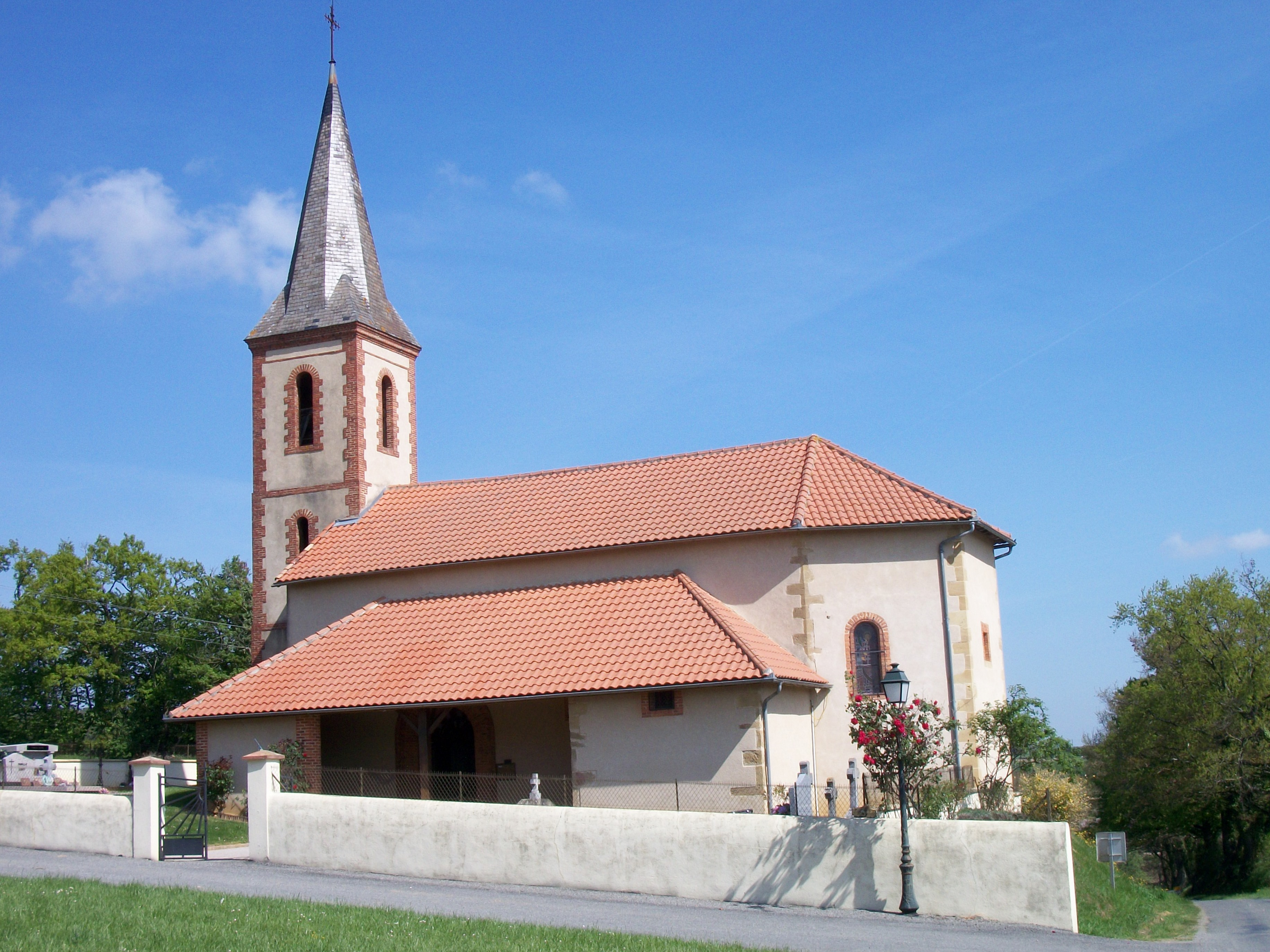
Церковь
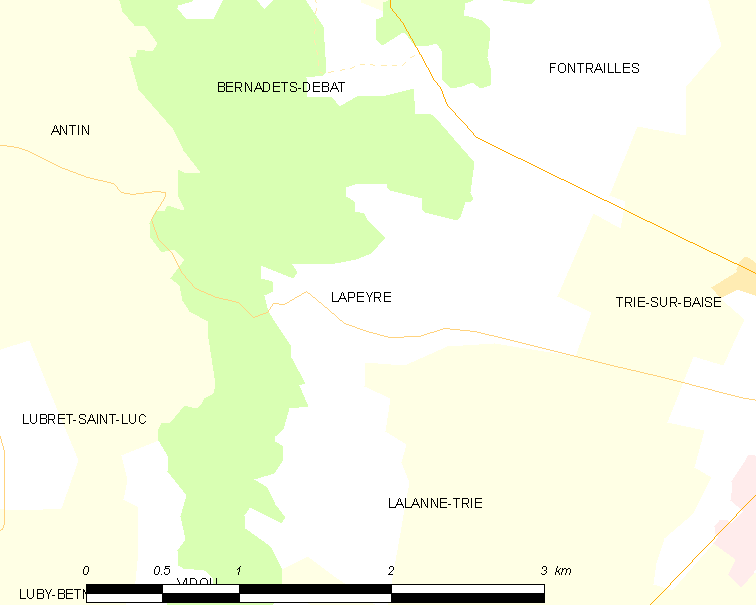
Карта коммуны